# Natație la Jocurile Olimpice de vară din 2024 - 100 m spate (feminin)
Proba de înot 100 de metri spate feminin de la Jocurile Olimpice de vară din 2024 a avut loc în perioada 29-30 iulie 2024 la Paris Aquatics Centre.

## Recorduri
Înaintea acestei competiții, recordurile mondiale și olimpice erau următoarele:
| Record  | Atlet                | Timp  | Loc                                      | Data          |
| ------- | -------------------- | ----- | ---------------------------------------- | ------------- |
| Mondial | Regan Smith (SUA)    | 57,13 | Indianapolis, Statele Unite ale Americii | 18 iunie 2024 |
| Olimpic | Kaylee McKeown (AUS) | 57,47 | Tokyo, Japonia                           | 27 iulie 2021 |

## Program
Orele sunt ora Franței (UTC+1) 
| Data                 | Timp  | Etapă      |
| -------------------- | ----- | ---------- |
| Luni, 29 iulie 2024  | 10:00 | Calificări |
| Luni, 29 iulie 2024  | 19:37 | Semifinale |
| Marți, 30 iulie 2024 | 17:30 | Finala     |

## Rezultate

### Calificări
Înotătoarele cu cei mai buni 16 timpi au avansat în semifinale.
| Loc | Serie | Culoar | Înotător            | Țară                       | Timp    | Note   |
| --- | ----- | ------ | ------------------- | -------------------------- | ------- | ------ |
| 1   | 3     | 4      | Katharine Berkoff   | Statele Unite ale Americii | 57,99   | CS     |
| 2   | 5     | 4      | Regan Smith         | Statele Unite ale Americii | 58,45   | CS     |
| 3   | 4     | 4      | Kaylee McKeown      | Australia                  | 58,48   | CS     |
| 4   | 5     | 5      | Kylie Masse         | Canada                     | 59,06   | CS     |
| 5   | 3     | 5      | Emma Terebo         | Franța                     | 59,10   | CS     |
| 6   | 5     | 6      | Béryl Gastaldello   | Franța                     | 59,31   | CS     |
| 7   | 4     | 5      | Iona Anderson       | Australia                  | 59,37   | CS     |
| 8   | 4     | 2      | Carmen Weiler       | Spania                     | 59,57   | CS, RN |
| 9   | 4     | 7      | Roos Vanotterdijk   | Belgia                     | 59,68   | CS     |
| 10  | 3     | 7      | Kira Toussaint      | Olanda                     | 59,84   | CS     |
| 11  | 4     | 3      | Wan Letian          | China                      | 59,87   | CS     |
| 12  | 5     | 3      | Ingrid Wilm         | Canada                     | 1:00,06 | CS     |
| 13  | 5     | 2      | Maaike de Waard     | Olanda                     | 1:00,12 | CS     |
| 14  | 4     | 6      | Wang Xue'er         | China                      | 1:00,15 | CS     |
| 15  | 4     | 1      | Louise Hansson      | Suedia                     | 1:00,26 | CS     |
| 16  | 3     | 3      | Danielle Hill       | Irlanda                    | 1:00,40 | CS     |
| 17  | 5     | 7      | Adela Piskorska     | Polonia                    | 1:00,47 |        |
| 18  | 3     | 2      | Kathleen Dawson     | Marea Britanie             | 1:00,69 |        |
| 19  | 3     | 6      | Medi Eira Harris    | Marea Britanie             | 1:00,85 |        |
| 20  | 5     | 1      | Anastasiya Shkurdai | AIN                        | 1:00,94 |        |
| 21  | 3     | 1      | Celia Pulido        | Mexic                      | 1:01,10 |        |
| 22  | 5     | 8      | Nika Sharafutdinova | Ucraina                    | 1:01,47 |        |
| 23  | 4     | 8      | Emma Harvey         | Insulele Bermude           | 1:01,78 | RN     |
| 24  | 3     | 8      | Gabriela Georgieva  | Bulgaria                   | 1:02,16 |        |
| 25  | 2     | 5      | Aviv Barzelay       | Israel                     | 1:02,30 |        |
| 26  | 2     | 4      | Xeniya Ignatova     | Kazahstan                  | 1:02,51 |        |
| 27  | 2     | 6      | Zuri Ferguson       | Trinidad și Tobago         | 1:02,75 |        |
| 28  | 2     | 2      | Lucero Mejía        | Guatemala                  | 1:03,42 |        |
| 29  | 2     | 3      | Cindy Cheung        | Hong Kong                  | 1:03,45 |        |
| 30  | 1     | 4      | Ganga Senavirathne  | Sri Lanka                  | 1:04,26 |        |
| 31  | 2     | 8      | Amani Al-Obaidli    | Bahrain                    | 1:04,27 |        |
| 32  | 2     | 1      | Celina Márquez      | El Salvador                | 1:04,55 |        |
| 33  | 2     | 7      | Elizabeth Jiménez   | Republica Dominicană       | 1:04,99 |        |
| 34  | 1     | 3      | Denise Donelli      | Mozambic                   | 1:08,73 |        |
| 35  | 1     | 5      | Aýnura Primowa      | Turkmenistan               | 1:10,17 |        |
| 36  | 1     | 6      | Maleek Al-Mukhtar   | Libia                      | 1:10,99 |        |

### Semifinale
Primii 8 înotători cu cei mai buni timpi au avansat în finală.
| Loc | Serie | Culoar | Înotător          | Țară                       | Timp    | Note |
| --- | ----- | ------ | ----------------- | -------------------------- | ------- | ---- |
| 1   | 1     | 4      | Regan Smith       | Statele Unite ale Americii | 57,97   | C    |
| 2   | 2     | 5      | Kaylee McKeown    | Australia                  | 57,99   | C    |
| 3   | 2     | 4      | Katharine Berkoff | Statele Unite ale Americii | 58,27   | C    |
| 4   | 2     | 6      | Iona Anderson     | Australia                  | 58,63   | C    |
| 5   | 1     | 5      | Kylie Masse       | Canada                     | 58,82   | C    |
| 6   | 1     | 7      | Ingrid Wilm       | Canada                     | 59,10   | C    |
| 7   | 1     | 3      | Béryl Gastaldello | Franța                     | 59,29   | C    |
| 8   | 2     | 3      | Emma Terebo       | Franța                     | 59,50   | C    |
| 9   | 1     | 6      | Carmen Weiler     | Spania                     | 59,72   |      |
| 10  | 2     | 2      | Roos Vanotterdijk | Belgia                     | 59,86   |      |
| 11  | 1     | 1      | Wang Xue'er       | China                      | 59,89   |      |
| 12  | 2     | 7      | Wan Letian        | China                      | 1:00,06 |      |
| 13  | 2     | 1      | Maaike de Waard   | Olanda                     | 1:00,22 |      |
| 14  | 1     | 2      | Kira Toussaint    | Olanda                     | 1:00,37 |      |
| 15  | 2     | 8      | Louise Hansson    | Suedia                     | 1:00,47 |      |
| 16  | 1     | 8      | Danielle Hill     | Irlanda                    | 1:00,80 |      |

### Finala
Rezultate finală.
| Loc | Culoar | Înotător          | Țară                       | Timp  | Note    |
| --- | ------ | ----------------- | -------------------------- | ----- | ------- |
| 1   | 5      | Kaylee McKeown    | Australia                  | 57,33 | RO, =RC |
| 2   | 4      | Regan Smith       | Statele Unite ale Americii | 57,66 |         |
| 3   | 3      | Katharine Berkoff | Statele Unite ale Americii | 57,98 |         |
| 4   | 2      | Kylie Masse       | Canada                     | 58,29 |         |
| 5   | 6      | Iona Anderson     | Australia                  | 58,98 |         |
| 6   | 7      | Ingrid Wilm       | Canada                     | 59,25 |         |
| 7   | 8      | Emma Terebo       | Franța                     | 59,40 |         |
| 8   | 1      | Béryl Gastaldello | Franța                     | 59,80 |         |